# Uhart-Mixe
Uhart-Mixe település Franciaországban, Pyrénées-Atlantiques megyében. Lakosainak száma 217 fő (2022. január 1.). Uhart-Mixe Arhansus, Larribar-Sorhapuru, Lohitzun-Oyhercq, Orsanco, Ostabat-Asme, Pagolle és Saint-Palais községekkel határos.

## Népesség
A település népessége az elmúlt években az alábbi módon változott:
| Lakosok száma | 220  | 211  | 210  | 210  | 210  | 212  | 215  | 217  |
|               | 2013 | 2015 | 2017 | 2018 | 2019 | 2020 | 2021 | 2022 |